# De Donkere Toren V: Wolven van de Calla
De Donkere Toren V: Wolven van de Calla (originele titel The Dark Tower V: Wolves of the Calla) is een fantasy/western-roman van de Amerikaanse schrijver Stephen King. Het is het vijfde boek uit de serie De Donkere Toren. Het boek werd voor het eerst gepubliceerd in november 2003.
Voor Wolven van de Calla liet Stephen King zich voornamelijk inspireren door Akira Kurosawa's Seven Samurai, en de Amerikaanse remake The Magnificent Seven, Sergio Leone's "Man with No Name"-trilogie, en de werken van Howard Hawks en John Sturges. Verder bevat het boek referenties naar o.a. de Star Wars en Harry Potter-series. In 2004 werd het boek genomineerd voor de Locus Award voor beste fantasyboek.

## Plot
Na te zijn ontsnapt aan Randall Flagg, bereiken Roland, Jake, Eddie, Sussannah en Oy de regio Calla; een boerengemeenschap. 
Calla, een regio die vooral opvalt vanwege het enorme aantal tweelingen dat er wordt geboren, wordt al decennialang geteisterd door De Wolven; humanoïde robots met wolfmaskers, die gemiddeld eens per 23 jaar Calla aanvallen een van alle tweelingen 1 kind meenemen. Na enige tijd keren deze kinderen weer terug, maar ze zijn vanaf dat moment mentaal gehandicapt, groeien in hun puberteit uit tot buitengewoon groot formaat, en sterven uiteindelijk jong. Het nieuws dat er scherpschutters in hun regio zijn gezien, spoort de meeste inwoners van Calla echter aan om dit keer in opstand te komen tegen de wolven. Een delegatie wordt uitgezonden om Roland en zijn Ka-Tet om hulp te vragen. Roland stemt toe. 
In Calla maakt de groep al snel kennis met enkele opmerkelijke inwoners, waaronder de robot Andy (de laatste nog overgebleven robot van een oude beschaving, die nu zijn dagen vooral slijt met mensen hun horoscoop vertellen, en die op een of andere manier altijd weet wanneer de wolven weer zullen komen), en de priester Donald Callahan (die eerder zijn opwachting maakte in het boek ‘Bezeten Stad’). Callahan verteld Roland zijn levensverhaal; naar aanleiding van de gebeurtenissen in Jerusalem’s Lot, waarbij de vampier Kurt Barlow Callahan dwong wat van zijn bloed te drinken, heeft Callahan jarenlang als zwerver geleefd. Door toedoen van het vampierbloed kan hij nu vampieren aanvoelen en heeft in de loop der jaren al velen van hen gedood. Op den duur ontdekte hij sluiproutes tussen de verschillende werelden, en heeft lange tijd door verschillende parallelle universums van het multiversum rondgezworven. Hierbij werd hij opgejaagd door de Lage Mannen; handlangers van De Scharlaken Koning, het kwaad dat de Donkere Toren bedreigt. Zo kregen 2 van deze handlangers, de Hitler-broers genaamd, hem een keer te pakken, maar Callahan werd op tijd gered door 2 voor hem onbekende helpers. Uiteindelijk lokten de Lage Mannen hem in de val in een kantoorgebouw, maar Callahan ontkwam aan hen door uit een raam te springen en zelfmoord te plegen. Na zijn dood kwam hij in Al-Wereld terecht. Hier ontmoette hij Randall Flagg, in de gedaante van Walter o'Dim, die hem een zwart tovenaarsglas (gelijk aan het glas uit het  vorige boek) gaf in de hoop dat Callahan dit ooit aan Roland zou geven en het voorwerp Roland fataal zou worden. Na in Calla te zijn beland heeft Callahan een kerk gebouwd en het glas in zijn bezit gehouden, maar hij wil graag dat Roland het vervloekte ding van hem overneemt, ondanks dat het een val van Flagg is.
Voordat de wolven komen, krijgt het Ka-Tet met nog twee problemen te maken. Allereerst zorgt het tovenaarsglas ervoor dat de groep in hun slaap afreist naar het New York van 1977, waar Jake oorspronkelijk vandaan komt. Daar bevindt zich, op een stuk braakliggend terrein, een roos welke in feite een representatie is van de Donkere Toren (Jake had deze Roos in het derde boek al eens gezien). De roos wordt echter bedreigt omdat het stuk terrein opgekocht dreigt te worden van de huidige eigenaar; Calvin Tower, de eigenaar van de boekhandel die Jake voor zijn komst naar Al-Wereld bezocht. Het Ka-tet moet voorkomen dat de roos iets overkomt. Dankzij Callahan ontdekt Roland dat een grot nabij Calla een deur bevat welke, met behulp van het tovenaarsglas, mogelijk toegang tot New York kan geven.  Tegelijk blijkt dat Susannah zwanger is van een onaards wezen als gevolg van haar geslachtsgemeenschap met een demon in het derde boek. Door haar zwangerschap ontwikkelt ze weer een nieuwe gespleten persoonlijkheid. Haar nieuwe alter-ego noemt zichzelf Mia, en gaat er geregeld op uit om haar ongeboren kind te voeden met vers vlees. 
Via de deur in de grot reist Eddie af naar New York. Hij ontdekt daar dat De Sombra Corporation, het bedrijf dat het terrein waar de roos staat wil hebben, inmiddels Enrico Balazar (de misdaadbaas waar Eddie in het tweede boek voor werkte) heeft ingeschakeld om Calvin Tower tot verkopen te dwingen. Eddie redt Calvin van een aanslag en krijgt hem met enige moeite zover het stuk terrein aan hem te verkopen. Ook raadt hij Calvin aan om een tijdje onder te duiken voor Balazar. Calvin stemt toe, op  voorwaarde dat Eddie een collectie van Calvin’s zeldzaamste boeken meeneemt naar Calla zodat deze in elk geval veilig zijn.
Tijdens het verblijf in Calla wordt Jake goede vrienden met de jongen Benny Slightman, maar terwijl hij bij Benny logeert ontdekt Jake dat Benny’s vader, Ben, en de robot Andy onder 1 hoedje spelen met de Wolven. Andy is degene die de wolven altijd laat weten waar de inwoners van Calla hun kinderen verstoppen, en Ben helpt hem dit keer in de hoop dat de wolven Benny zullen sparen. Om de twee verraders, en daarmee de wolven, om de tuin te leiden, verspreid Roland opzettelijk foutieve informatie over hoe hij en zijn Ka-Tet Calla zullen verdedigen. Eddie confronteert Andy met zijn verraad, en schakelt hem uit. Langzaam ontdekt Roland ook meer over het doel van de wolven; ze ontvoeren de kinderen om hen te ontdoen van een speciaal enzym in hun brein, wat alleen tweelingen hebben. Dit enzym wordt vervolgens gebruikt als voeding voor ‘de brekers’; een groep telepaten die namens de Scharlaken Koning de stralen waar de toren op steunt verzwakken en uiteindelijk moeten breken.
De dag dat de wolven komen laat Roland de kinderen verstoppen in het rijstveld, terwijl zijn Ka-Tet, bijgestaan door een groep vrouwen genaamd De Zusters van Oriza, welke zich specialiseren in vechten met vlijmscherpe borden, de wolven opwachten. De hinderlaag werkt en alle wolven (die bij nadere inspectie eruit blijken te zien als het Marvel Comics-personage Dr. Doom, en gewapend zijn met lichtzwaarden en snaaien) worden verslagen. Wel komen Benny Slightman en een van de zusters om het leven. Na het gevecht neemt Mia echter weer de macht over Susannah’s lichaam over. Ze steelt het tovenaarsglas en vlucht ermee door de deur in de grot naar een onbekende bestemming. Wanneer Roland, Jake, Eddie en Callahan de grot bereiken, ontdekt Callahan tot zijn verbazing en afschuw tussen de boeken van Calvin Tower een exemplaar van het boek Bezeten Stad van Stephen King, waarin zijn avontuur in Jerusalem’s Lot beschreven staat.